# Circoscrizione Italia insulare
La circoscrizione Italia insulare è una circoscrizione elettorale per l'elezione dei membri del Parlamento europeo spettanti all'Italia.

## Storia
La circoscrizione venne creata dalla legge 24 gennaio 1979 n. 18, reca il numero V e la scheda di voto è rosa.

## Territorio
La circoscrizione comprende, fin dalla sua istituzione, l'intero territorio delle seguenti regioni: Sicilia e Sardegna.

## Critiche
A causa del differente peso demografico tra le due isole, la circoscrizione, per i suoi critici, non assicurerebbe un'equa rappresentanza: gli eurodeputati eletti provengono solitamente dalla Sicilia a discapito dei candidati provenienti dalla Sardegna, la quale di solito non ne riesce a esprimere, a meno che i suddetti non ottengano abbastanza voti anche in Sicilia, o che alcuni eurodeputati siciliani, previa negoziazione tra le parti, decidano di dimettersi, allo scopo di lasciare spazio ai candidati sardi. Costituendo la comunità sarda un gruppo linguistico minoritario riconosciuto, l'Associazione per la tutela dei diritti dei sardi aveva sporto ricorso alla legge elettorale del 1979 in tribunale, il quale lo aveva accolto, per vedere riconosciuto il diritto ad avere un numero equo di europarlamentari, così come avviene per le minoranze parimenti riconosciute in Valle d'Aosta, Trentino e Friuli, ma tali richieste erano state respinte dalla Consulta. Allo stesso modo, la proposta di dividere la circoscrizione è stata rigettata dal Senato. Nel 2019, la mancata intercessione di Roma agli appelli sporti dalle segreterie dei partiti nazionali in Sardegna vede sfumare, ancora una volta, la possibilità per la Sardegna di ottenere un seggio in sede europea. Nel 2022, in risposta a una richiesta del consiglio regionale sardo, il Ministro per gli affari regionali Roberto Calderoli ha dichiarato la propria disponibilità per una modifica della legge elettorale del 1979, asserendo che il collegio unico penalizzi i candidati sardi.

## Risultati

### I legislatura
| Partito                            | Partito                                      | Risultati 10 giugno 1979 | Risultati 10 giugno 1979 | Risultati 10 giugno 1979 | Seggi | Seggi |
| Partito                            | Partito                                      | Voti                     | %                        | ±                        | Num   | ±     |
| ---------------------------------- | -------------------------------------------- | ------------------------ | ------------------------ | ------------------------ | ----- | ----- |
|                                    | Democrazia Cristiana                         | 1 426 268                | 40,55                    | n.d.                     | 3     | n.d.  |
|                                    | Partito Comunista Italiano                   | 876 229                  | 24,91                    | n.d.                     | 2     | n.d.  |
|                                    | Partito Socialista Italiano                  | 362 012                  | 10,29                    | n.d.                     | 1     | n.d.  |
|                                    | Movimento Sociale Italiano                   | 299 345                  | 8,51                     | n.d.                     | 1     | n.d.  |
|                                    | Partito Radicale                             | 150 428                  | 4,28                     | n.d.                     | 0     | n.d.  |
|                                    | Partito Socialista Democratico Italiano      | 122 239                  | 3,48                     | n.d.                     | 0     | n.d.  |
|                                    | Partito Liberale Italiano                    | 90 304                   | 2,57                     | n.d.                     | 0     | n.d.  |
|                                    | Partito Repubblicano Italiano                | 90 141                   | 2,56                     | n.d.                     | 0     | n.d.  |
|                                    | Partito di Unità Proletaria per il Comunismo | 36 365                   | 1,03                     | n.d.                     | 0     | n.d.  |
|                                    | Democrazia Nazionale - Costituente di Destra | 27 706                   | 0,79                     | n.d.                     | 0     | n.d.  |
|                                    | Democrazia Proletaria                        | 24 626                   | 0,70                     | n.d.                     | 0     | n.d.  |
|                                    | Union Valdôtaine                             | 11 915                   | 0,34                     | n.d.                     | 0     | n.d.  |
|                                    |                                              |                          |                          |                          |       |       |
| Iscritti                           | Iscritti                                     | 4 755 572                | 100,00                   |                          |       |       |
| ↳ Votanti (% su iscritti)          | ↳ Votanti (% su iscritti)                    | 3 608 016                | 75,87                    | n.d.                     |       |       |
| ↳ Voti validi (% su votanti)       | ↳ Voti validi (% su votanti)                 | 3 517 578                | 97,49                    |                          |       |       |
| ↳ Schede non valide (% su votanti) | ↳ Schede non valide (% su votanti)           | 90 438                   | 2,51                     |                          |       |       |
| ↳ Astenuti (% su iscritti)         | ↳ Astenuti (% su iscritti)                   | 1 147 556                | 24,13                    |                          |       |       |

| Eletti | Eletti                |
| ------ | --------------------- |
|        | Salvatore Lima        |
|        | Vincenzo Giummarra    |
|        | Giosuè Ligios         |
|        | Pancrazio De Pasquale |
|        | Umberto Cardia        |
|        | Vincenzo Gatto        |
|        | Antonino Buttafuoco   |

### II legislatura
| Partito                            | Partito                                 | Risultati 17 giugno 1984 | Risultati 17 giugno 1984 | Risultati 17 giugno 1984 | Seggi | Seggi   |
| Partito                            | Partito                                 | Voti                     | %                        | ±                        | Num   | ±       |
| ---------------------------------- | --------------------------------------- | ------------------------ | ------------------------ | ------------------------ | ----- | ------- |
|                                    | Democrazia Cristiana                    | 1 169 834                | 32,83                    | 7,72                     | 3     | Stabile |
|                                    | Partito Comunista Italiano              | 1 016 519                | 28,53                    | 3,62                     | 2     | Stabile |
|                                    | Partito Socialista Italiano             | 392 885                  | 11,03                    | 0,74                     | 1     | Stabile |
|                                    | Movimento Sociale Italiano              | 308 314                  | 8,65                     | 0,14                     | 1     | Stabile |
|                                    | PLI – PRI                               | 185 493                  | 5,21                     | 0,08                     | 0     | [ 13 ]  |
|                                    | Partito Radicale                        | 172 750                  | 4,85                     | 0,57                     | 0     | Stabile |
|                                    | Partito Socialista Democratico Italiano | 145 417                  | 4,08                     | 0,60                     | 0     | Stabile |
|                                    | Union Valdôtaine – P.S.d'Az.            | 122 489                  | 3,44                     | n.d.                     | 1     | n.d.    |
|                                    | Democrazia Proletaria                   | 44 731                   | 1,26                     | 0,56                     | 0     | Stabile |
|                                    | Liga Veneta                             | 4 996                    | 0,14                     | n.d.                     | 0     | n.d.    |
|                                    |                                         |                          |                          |                          |       |         |
| Iscritti                           | Iscritti                                | 5 211 766                | 100,00                   |                          |       |         |
| ↳ Votanti (% su iscritti)          | ↳ Votanti (% su iscritti)               | 3 831 450                | 73,52                    | 2,35                     |       |         |
| ↳ Voti validi (% su votanti)       | ↳ Voti validi (% su votanti)            | 3 563 428                | 93,00                    |                          |       |         |
| ↳ Schede non valide (% su votanti) | ↳ Schede non valide (% su votanti)      | 268 022                  | 7,00                     |                          |       |         |
| ↳ Astenuti (% su iscritti)         | ↳ Astenuti (% su iscritti)              | 1 380 316                | 26,48                    |                          |       |         |

| Eletti | Eletti                |
| ------ | --------------------- |
|        | Salvatore Lima        |
|        | Vincenzo Giummarra    |
|        | Giosuè Ligios         |
|        | Pancrazio De Pasquale |
|        | Andrea Raggio         |
|        | Anselmo Guarraci      |
|        | Antonino Buttafuoco   |
|        | Michele Columbu       |

### III legislatura
| Partito                            | Partito                                 | Risultati 18 giugno 1989 | Risultati 18 giugno 1989 | Risultati 18 giugno 1989 | Seggi | Seggi   |
| Partito                            | Partito                                 | Voti                     | %                        | ±                        | Num   | ±       |
| ---------------------------------- | --------------------------------------- | ------------------------ | ------------------------ | ------------------------ | ----- | ------- |
|                                    | Democrazia Cristiana                    | 1 282 941                | 36,32                    | 3,49                     | 3     | Stabile |
|                                    | Partito Comunista Italiano              | 848 762                  | 24,03                    | 4,50                     | 2     | Stabile |
|                                    | Partito Socialista Italiano             | 482 956                  | 13,67                    | 2,64                     | 1     | Stabile |
|                                    | Movimento Sociale Italiano              | 244 005                  | 6,91                     | 1,74                     | 0     | 1       |
|                                    | PLI – PRI                               | 171 744                  | 4,86                     | 0,35                     | 0     | Stabile |
|                                    | Partito Socialista Democratico Italiano | 136 179                  | 3,86                     | 0,22                     | 0     | Stabile |
|                                    | Federalismo                             | 103 209                  | 2,92                     | n.d.                     | 1     | n.d.    |
|                                    | Federazione delle Liste Verdi           | 100 475                  | 2,84                     | n.d.                     | 0     | n.d.    |
|                                    | Verdi Arcobaleno                        | 58 728                   | 1,66                     | n.d.                     | 0     | n.d.    |
|                                    | Antiproibizionisti Droga                | 55 637                   | 1,58                     | 3,27                     | 0     | Stabile |
|                                    | Democrazia Proletaria                   | 43 196                   | 1,22                     | 0,04                     | 0     | Stabile |
|                                    | Lega Lombarda - Alleanza Nord           | 4 325                    | 0,12                     | n.d.                     | 0     | n.d.    |
|                                    |                                         |                          |                          |                          |       |         |
| Iscritti                           | Iscritti                                | 5 346 067                | 100,00                   |                          |       |         |
| ↳ Votanti (% su iscritti)          | ↳ Votanti (% su iscritti)               | 3 899 222                | 72,94                    | 0,58                     |       |         |
| ↳ Voti validi (% su votanti)       | ↳ Voti validi (% su votanti)            | 3 532 157                | 90,59                    |                          |       |         |
| ↳ Schede non valide (% su votanti) | ↳ Schede non valide (% su votanti)      | 367 065                  | 9,41                     |                          |       |         |
| ↳ Astenuti (% su iscritti)         | ↳ Astenuti (% su iscritti)              | 1 446 845                | 27,06                    |                          |       |         |

| Eletti | Eletti              |
| ------ | ------------------- |
|        | Calogero Lo Giudice |
|        | Felice Contu        |
|        | Salvatore Lima      |
|        | Luigi Colajanni     |
|        | Andrea Raggio       |
|        | Antonio La Pergola  |
|        | Mario Melis         |

### IV legislatura
| Partito                            | Partito                                            | Risultati 12 giugno 1994 | Risultati 12 giugno 1994 | Risultati 12 giugno 1994 | Seggi | Seggi   |
| Partito                            | Partito                                            | Voti                     | %                        | ±                        | Num   | ±       |
| ---------------------------------- | -------------------------------------------------- | ------------------------ | ------------------------ | ------------------------ | ----- | ------- |
|                                    | Forza Italia                                       | 1 195 255                | 36,22                    | n.d.                     | 3     | n.d.    |
|                                    | Alleanza Nazionale                                 | 482 936                  | 14,64                    | n.d.                     | 1     | n.d.    |
|                                    | Partito Democratico della Sinistra                 | 467 572                  | 14,17                    | n.d.                     | 1     | n.d.    |
|                                    | Partito Popolare Italiano                          | 334 399                  | 10,13                    | n.d.                     | 1     | n.d.    |
|                                    | La Rete                                            | 219 902                  | 6,66                     | n.d.                     | 1     | n.d.    |
|                                    | Patto Segni                                        | 199 544                  | 6,05                     | n.d.                     | 1     | n.d.    |
|                                    | Rifondazione Comunista                             | 132 010                  | 4,00                     | n.d.                     | 0     | n.d.    |
|                                    | Federazione dei Verdi                              | 68 122                   | 2,06                     | n.d.                     | 0     | n.d.    |
|                                    | Partito Socialista Italiano – Alleanza Democratica | 51 649                   | 1,57                     | n.d.                     | 0     | n.d.    |
|                                    | Pannella-Riformatori                               | 49 519                   | 1,50                     | 0,08                     | 0     | Stabile |
|                                    | Altri                                              | 98 908                   | 3,00                     | n.d.                     | 0     | n.d.    |
|                                    |                                                    |                          |                          |                          |       |         |
| Iscritti                           | Iscritti                                           | 5 710 796                | 100,00                   |                          |       |         |
| ↳ Votanti (% su iscritti)          | ↳ Votanti (% su iscritti)                          | 3 973 497                | 69,58                    | 3,36                     |       |         |
| ↳ Voti validi (% su votanti)       | ↳ Voti validi (% su votanti)                       | 3 299 816                | 83,05                    |                          |       |         |
| ↳ Schede non valide (% su votanti) | ↳ Schede non valide (% su votanti)                 | 673 681                  | 16,95                    |                          |       |         |
| ↳ Astenuti (% su iscritti)         | ↳ Astenuti (% su iscritti)                         | 1 737 299                | 30,42                    |                          |       |         |

| Eletti | Eletti                  |
| ------ | ----------------------- |
|        | Silvio Berlusconi       |
|        | Pietro Antonio Di Prima |
|        | Umberto Scapagnini      |
|        | Gianfranco Fini         |
|        | Luigi Colajanni         |
|        | Giovanni Burtone        |
|        | Leoluca Orlando         |
|        | Mariotto Segni          |

### V legislatura
| Partito                            | Partito                            | Risultati 13 giugno 1999 | Risultati 13 giugno 1999 | Risultati 13 giugno 1999 | Seggi | Seggi   |
| Partito                            | Partito                            | Voti                     | %                        | ±                        | Num   | ±       |
| ---------------------------------- | ---------------------------------- | ------------------------ | ------------------------ | ------------------------ | ----- | ------- |
|                                    | Forza Italia                       | 842 303                  | 27,48                    | 8,74                     | 2     | 1       |
|                                    | Democratici di Sinistra            | 395 019                  | 12,89                    | 1,28                     | 1     | Stabile |
|                                    | Alleanza Nazionale - Patto Segni   | 372 170                  | 12,14                    | 8,55                     | 1     | 1       |
|                                    | I Democratici                      | 250 977                  | 8,19                     | n.d.                     | 0     | n.d.    |
|                                    | Partito Popolare Italiano          | 214 042                  | 6,98                     | 3,15                     | 1     | Stabile |
|                                    | Popolari UDEUR                     | 177 868                  | 5,80                     | n.d.                     | 0     | n.d.    |
|                                    | Centro Cristiano Democratico       | 159 344                  | 5,20                     | n.d.                     | 1     | n.d.    |
|                                    | Lista Emma Bonino                  | 153 487                  | 5,01                     | 3,51                     | 0     | Stabile |
|                                    | Rifondazione Comunista             | 89 239                   | 2,91                     | 1,09                     | 0     | Stabile |
|                                    | Rinnovamento Italiano              | 73 313                   | 2,39                     | n.d.                     | 0     | n.d.    |
|                                    | Socialisti Democratici Italiani    | 58 970                   | 1,92                     | n.d.                     | 0     | n.d.    |
|                                    | Cristiani Democratici Uniti        | 49 534                   | 1,62                     | n.d.                     | 0     | n.d.    |
|                                    | Fiamma Tricolore                   | 48 211                   | 1,57                     | n.d.                     | 0     | n.d.    |
|                                    | Altri                              | 180 977                  | 5,90                     | n.d.                     | 0     | n.d.    |
|                                    |                                    |                          |                          |                          |       |         |
| Iscritti                           | Iscritti                           | 5 868 175                | 100,00                   |                          |       |         |
| ↳ Votanti (% su iscritti)          | ↳ Votanti (% su iscritti)          | 3 490 641                | 59,48                    | 10,10                    |       |         |
| ↳ Voti validi (% su votanti)       | ↳ Voti validi (% su votanti)       | 3 065 454                | 87,82                    |                          |       |         |
| ↳ Schede non valide (% su votanti) | ↳ Schede non valide (% su votanti) | 425 187                  | 12,18                    |                          |       |         |
| ↳ Astenuti (% su iscritti)         | ↳ Astenuti (% su iscritti)         | 2 377 534                | 40,52                    |                          |       |         |

| Eletti | Eletti            |
| ------ | ----------------- |
|        | Silvio Berlusconi |
|        | Francesco Musotto |
|        | Claudio Fava      |
|        | Gianfranco Fini   |
|        | Luigi Cocilovo    |
|        | Raffaele Lombardo |

### VI legislatura
| Partito                            | Partito                            | Risultati 12 giugno 2004 | Risultati 12 giugno 2004 | Risultati 12 giugno 2004 | Seggi | Seggi   |
| Partito                            | Partito                            | Voti                     | %                        | ±                        | Num   | ±       |
| ---------------------------------- | ---------------------------------- | ------------------------ | ------------------------ | ------------------------ | ----- | ------- |
|                                    | Uniti nell'Ulivo                   | 862 021                  | 27,20                    | n.d.                     | 2     | n.d.    |
|                                    | Forza Italia                       | 679 611                  | 21,44                    | 6,04                     | 2     | Stabile |
|                                    | Alleanza Nazionale                 | 441 845                  | 13,94                    | 1,80                     | 1     | Stabile |
|                                    | Unione di Centro                   | 375 129                  | 11,84                    | n.d.                     | 1     | n.d.    |
|                                    | Rifondazione Comunista             | 148 860                  | 4,70                     | 1,79                     | 1     | 1       |
|                                    | Partito dei Comunisti Italiani     | 76 796                   | 2,42                     | n.d.                     | 0     | n.d.    |
|                                    | Patto Segni                        | 72 049                   | 2,27                     | n.d.                     | 0     | n.d.    |
|                                    | Popolari UDEUR                     | 71 557                   | 2,26                     | n.d.                     | 0     | n.d.    |
|                                    | Di Pietro-Occhetto                 | 67 025                   | 2,11                     | n.d.                     | 1     | n.d.    |
|                                    | Socialisti Uniti - PSI             | 63 963                   | 2,02                     | n.d.                     | 0     | n.d.    |
|                                    | Federazione dei Verdi              | 56 125                   | 1,77                     | n.d.                     | 0     | n.d.    |
|                                    | Altri                              | 254 543                  | 8,03                     | n.d.                     | 0     | n.d.    |
|                                    |                                    |                          |                          |                          |       |         |
| Iscritti                           | Iscritti                           | 5 919 309                | 100,00                   |                          |       |         |
| ↳ Votanti (% su iscritti)          | ↳ Votanti (% su iscritti)          | 3 621 436                | 61,18                    | 1,70                     |       |         |
| ↳ Voti validi (% su votanti)       | ↳ Voti validi (% su votanti)       | 3 169 524                | 87,52                    |                          |       |         |
| ↳ Schede non valide (% su votanti) | ↳ Schede non valide (% su votanti) | 451 912                  | 12,48                    |                          |       |         |
| ↳ Astenuti (% su iscritti)         | ↳ Astenuti (% su iscritti)         | 2 297 873                | 38,82                    |                          |       |         |

| Eletti | Eletti               |
| ------ | -------------------- |
|        | Claudio Fava         |
|        | Luigi Cocilovo       |
|        | Silvio Berlusconi    |
|        | Giuseppe Castiglione |
|        | Gianfranco Fini      |
|        | Salvatore Cuffaro    |
|        | Fausto Bertinotti    |

### VII legislatura
| Partito                            | Partito                            | Risultati 7 giugno 2009 | Risultati 7 giugno 2009 | Risultati 7 giugno 2009 | Seggi | Seggi   |
| Partito                            | Partito                            | Voti                    | %                       | ±                       | Num   | ±       |
| ---------------------------------- | ---------------------------------- | ----------------------- | ----------------------- | ----------------------- | ----- | ------- |
|                                    | Il Popolo della Libertà            | 900 583                 | 36,51                   | 1,13                    | 2     | 1       |
|                                    | Partito Democratico                | 615 089                 | 24,94                   | 2,26                    | 2     | 1       |
|                                    | L'Autonomia                        | 304 871                 | 12,36                   | n.d.                    | 0     | n.d.    |
|                                    | Unione di Centro                   | 256 370                 | 10,39                   | 1,45                    | 1     | Stabile |
|                                    | Italia dei Valori                  | 186 326                 | 7,55                    | 5,44                    | 1     | Stabile |
|                                    | Rifondazione Comunista             | 69 818                  | 2,83                    | 1,87                    | 0     | 1       |
|                                    | Sinistra e Libertà                 | 57 755                  | 2,34                    | n.d.                    | 0     | n.d.    |
|                                    | Lista Emma Bonino                  | 45 147                  | 1,83                    | n.d.                    | 0     | n.d.    |
|                                    | Altri                              | 30 687                  | 1,24                    | n.d.                    | 0     | n.d.    |
|                                    |                                    |                         |                         |                         |       |         |
| Iscritti                           | Iscritti                           | 6 044 535               | 100,00                  |                         |       |         |
| ↳ Votanti (% su iscritti)          | ↳ Votanti (% su iscritti)          | 2 702 230               | 44,71                   | 16,47                   |       |         |
| ↳ Voti validi (% su votanti)       | ↳ Voti validi (% su votanti)       | 2 466 646               | 91,28                   |                         |       |         |
| ↳ Schede non valide (% su votanti) | ↳ Schede non valide (% su votanti) | 235 584                 | 8,72                    |                         |       |         |
| ↳ Astenuti (% su iscritti)         | ↳ Astenuti (% su iscritti)         | 3 342 305               | 55,29                   |                         |       |         |

| Eletti | Eletti                   |
| ------ | ------------------------ |
|        | Silvio Berlusconi        |
|        | Giovanni La Via          |
|        | Rita Borsellino          |
|        | Rosario Crocetta         |
|        | Francesco Saverio Romano |
|        | Antonio Di Pietro        |

### VIII legislatura
| Partito                            | Partito                            | Risultati 25 maggio 2014 | Risultati 25 maggio 2014 | Risultati 25 maggio 2014 | Seggi | Seggi |
| Partito                            | Partito                            | Voti                     | %                        | ±                        | Num   | ±     |
| ---------------------------------- | ---------------------------------- | ------------------------ | ------------------------ | ------------------------ | ----- | ----- |
|                                    | Partito Democratico                | 797 213                  | 34,90                    | 9,96                     | 3     | 1     |
|                                    | Movimento 5 Stelle                 | 623 573                  | 27,30                    | n.d.                     | 2     | n.d.  |
|                                    | Forza Italia                       | 457 796                  | 20,04                    | n.d.                     | 2     | n.d.  |
|                                    | Nuovo Centrodestra                 | 171 224                  | 7,50                     | n.d.                     | 1     | n.d.  |
|                                    | L'Altra Europa con Tsipras         | 84 652                   | 3,71                     | n.d.                     | 0     | n.d.  |
|                                    | Fratelli d'Italia                  | 75 667                   | 3,31                     | n.d.                     | 0     | n.d.  |
|                                    | Lega Nord                          | 22 700                   | 0,99                     | n.d.                     | 0     | n.d.  |
|                                    | Italia dei Valori                  | 18 684                   | 0,82                     | 4,62                     | 0     | 1     |
|                                    | Scelta Europea                     | 15 107                   | 0,66                     | n.d.                     | 0     | n.d.  |
|                                    | Verdi Europei - Green Italia       | 13 470                   | 0,59                     | n.d.                     | 0     | n.d.  |
|                                    | Io Cambio-MAIE                     | 4 192                    | 0,18                     | n.d.                     | 0     | n.d.  |
|                                    |                                    |                          |                          |                          |       |       |
| Iscritti                           | Iscritti                           | 6 112 858                | 100,00                   |                          |       |       |
| ↳ Votanti (% su iscritti)          | ↳ Votanti (% su iscritti)          | 2 454 933                | 40,16                    | 4,55                     |       |       |
| ↳ Voti validi (% su votanti)       | ↳ Voti validi (% su votanti)       | 2 284 278                | 93,05                    |                          |       |       |
| ↳ Schede non valide (% su votanti) | ↳ Schede non valide (% su votanti) | 170 655                  | 6,95                     |                          |       |       |
| ↳ Astenuti (% su iscritti)         | ↳ Astenuti (% su iscritti)         | 3 657 925                | 59,84                    |                          |       |       |

| Eletti | Eletti            |
| ------ | ----------------- |
|        | Renato Soru       |
|        | Caterina Chinnici |
|        | Michela Giuffrida |
|        | Ignazio Corrao    |
|        | Giulia Moi        |
|        | Salvo Pogliese    |
|        | Salvatore Cicu    |
|        | Giovanni La Via   |

### IX legislatura
| Partito                            | Partito                                         | Risultati 26 maggio 2019 | Risultati 26 maggio 2019 | Risultati 26 maggio 2019 | Seggi | Seggi |
| Partito                            | Partito                                         | Voti                     | %                        | ±                        | Num   | ±     |
| ---------------------------------- | ----------------------------------------------- | ------------------------ | ------------------------ | ------------------------ | ----- | ----- |
|                                    | Movimento 5 Stelle                              | 605 863                  | 29,85                    | 2,55                     | 2     | 1     |
|                                    | Lega                                            | 454 935                  | 22,42                    | 21,43                    | 2     | 2     |
|                                    | Partito Democratico                             | 375 001                  | 18,48                    | 16,42                    | 2     | 1     |
|                                    | Forza Italia                                    | 299 729                  | 14,77                    | 5,27                     | 1     | 1     |
|                                    | Fratelli d'Italia                               | 147 812                  | 7,28                     | 3,97                     | 1     | 1     |
|                                    | +Europa                                         | 39 358                   | 1,94                     | n.d.                     | 0     | n.d.  |
|                                    | La Sinistra                                     | 33 197                   | 1,64                     | n.d.                     | 0     | n.d.  |
|                                    | Europa Verde                                    | 25 872                   | 1,27                     | n.d.                     | 0     | n.d.  |
|                                    | Partito Comunista                               | 11 433                   | 0,56                     | n.d.                     | 0     | n.d.  |
|                                    | Il Popolo della Famiglia – Alternativa Popolare | 10 847                   | 0,53                     | n.d.                     | 0     | n.d.  |
|                                    | Partito Animalista Italiano                     | 9 637                    | 0,47                     | n.d.                     | 0     | n.d.  |
|                                    | CasaPound                                       | 5 139                    | 0,25                     | n.d.                     | 0     | n.d.  |
|                                    | Popolari per l'Italia                           | 4 653                    | 0,23                     | n.d.                     | 0     | n.d.  |
|                                    | Partito Pirata                                  | 3 530                    | 0,17                     | n.d.                     | 0     | n.d.  |
|                                    | Forza Nuova                                     | 2 383                    | 0,12                     | n.d.                     | 0     | n.d.  |
|                                    |                                                 |                          |                          |                          |       |       |
| Iscritti                           | Iscritti                                        | 5 643 780                | 100,00                   |                          |       |       |
| ↳ Votanti (% su iscritti)          | ↳ Votanti (% su iscritti)                       | 2 099 374                | 37,20                    | 2,96                     |       |       |
| ↳ Voti validi (% su votanti)       | ↳ Voti validi (% su votanti)                    | 2 029 389                | 96,67                    |                          |       |       |
| ↳ Schede non valide (% su votanti) | ↳ Schede non valide (% su votanti)              | 69 985                   | 3,33                     |                          |       |       |
| ↳ Astenuti (% su iscritti)         | ↳ Astenuti (% su iscritti)                      | 3 544 406                | 62,80                    |                          |       |       |

| Eletti | Eletti               |
| ------ | -------------------- |
|        | Dino Giarrusso       |
|        | Ignazio Corrao       |
|        | Annalisa Tardino     |
|        | Francesca Donato     |
|        | Pietro Bartolo       |
|        | Caterina Chinnici    |
|        | Giuseppe Milazzo     |
|        | Raffaele Stancanelli |

### X legislatura
| Partito                            | Partito                            | Risultati 8 e 9 giugno 2024 | Risultati 8 e 9 giugno 2024 | Risultati 8 e 9 giugno 2024 | Seggi | Seggi |
| Partito                            | Partito                            | Voti                        | %                           | ±                           | Num   | ±     |
| ---------------------------------- | ---------------------------------- | --------------------------- | --------------------------- | --------------------------- | ----- | ----- |
|                                    | Fratelli d'Italia                  | 424 689                     | 21,29                       | 14,05                       | 2     | 1     |
|                                    | Forza Italia - Noi Moderati        | 403 649                     | 20,24                       | 5,53                        | 2     | 1     |
|                                    | Partito Democratico                | 334 552                     | 16,77                       | 1,75                        | 1     | 1     |
|                                    | Movimento 5 Stelle                 | 323 159                     | 16,20                       | 13,57                       | 1     | 1     |
|                                    | Lega per Salvini Premier           | 139 265                     | 6,98                        | 15,48                       | 1     | 1     |
|                                    | Alleanza Verdi e Sinistra          | 123 535                     | 6,19                        | 4,54                        | 1     | 1     |
|                                    | Libertà                            | 118 248                     | 5,93                        | n.d.                        | 0     | n.d.  |
|                                    | Pace Terra Dignità                 | 44 669                      | 2,24                        | n.d.                        | 0     | n.d.  |
|                                    | Stati Uniti d'Europa               | 43 036                      | 2,16                        | n.d.                        | 0     | n.d.  |
|                                    | Azione - Siamo Europei             | 29 502                      | 1,48                        | n.d.                        | 0     | n.d.  |
|                                    | Alternativa Popolare               | 10 111                      | 0,51                        | n.d.                        | 0     | n.d.  |
|                                    |                                    |                             |                             |                             |       |       |
| Iscritti                           | Iscritti                           | 6 024 045                   | 100,00                      |                             |       |       |
| ↳ Votanti (% su iscritti)          | ↳ Votanti (% su iscritti)          | 2 125 716                   | 35,29                       | 0,43                        |       |       |
| ↳ Voti validi (% su votanti)       | ↳ Voti validi (% su votanti)       | 1 994 415                   | 93,82                       |                             |       |       |
| ↳ Schede non valide (% su votanti) | ↳ Schede non valide (% su votanti) | 131 301                     | 6,18                        |                             |       |       |
| ↳ Astenuti (% su iscritti)         | ↳ Astenuti (% su iscritti)         | 3 898 329                   | 64,71                       |                             |       |       |

| Eletti | Eletti               |
| ------ | -------------------- |
|        | Giorgia Meloni       |
|        | Giuseppe Milazzo     |
|        | Edmondo Tamajo       |
|        | Marco Falcone        |
|        | Elly Schlein         |
|        | Giuseppe Antoci      |
|        | Raffaele Stancanelli |
|        | Ilaria Salis         |